# Svavellav
Svavellav (Fulgensia fulgens) är en lavart som först beskrevs av Olof Swartz, och fick sitt nu gällande namn av Elenkin. Svavellav ingår i släktet Fulgensia och familjen Teloschistaceae.  Arten är reproducerande i Sverige. Inga underarter finns listade i Catalogue of Life.

## Källor

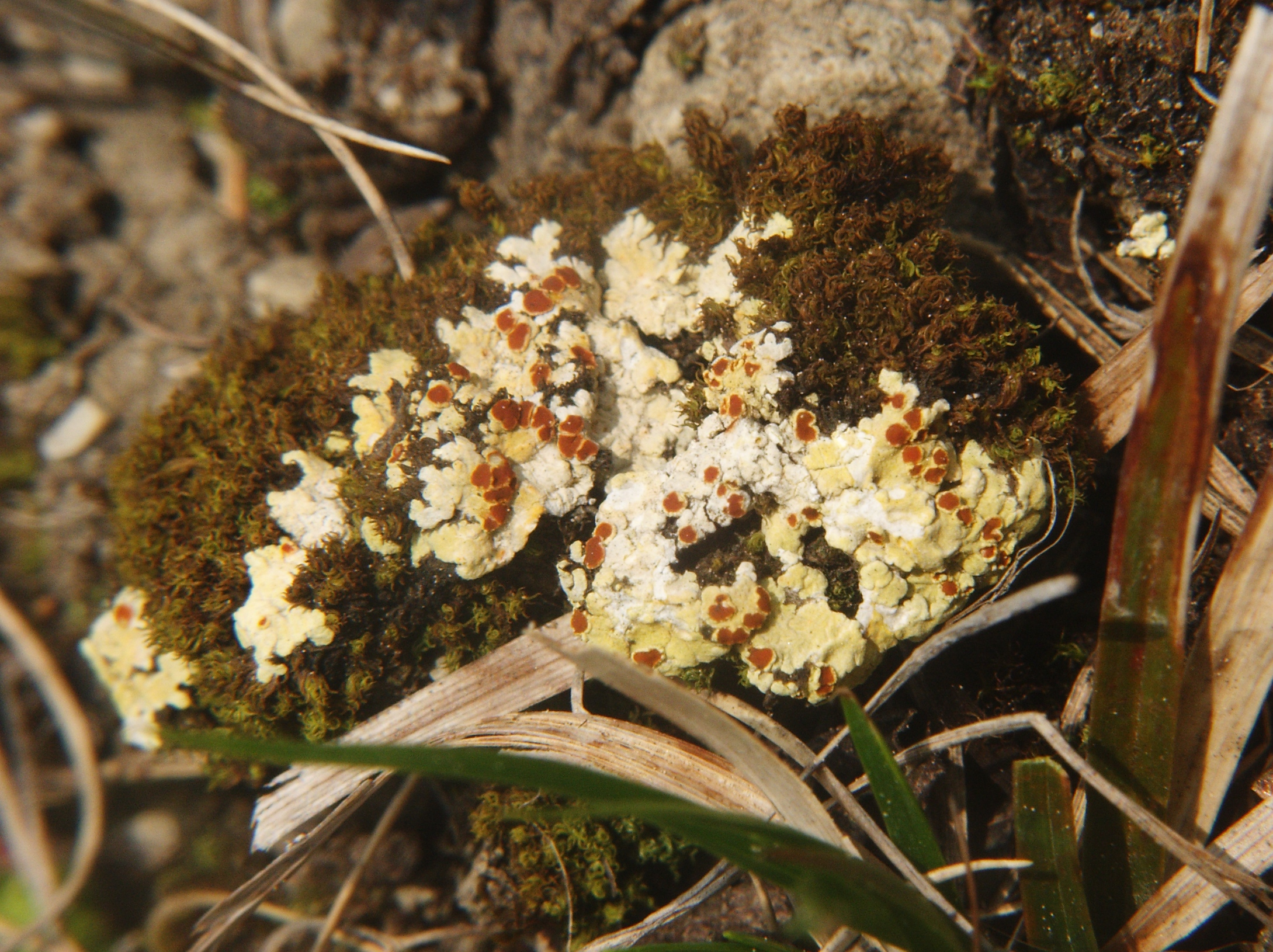
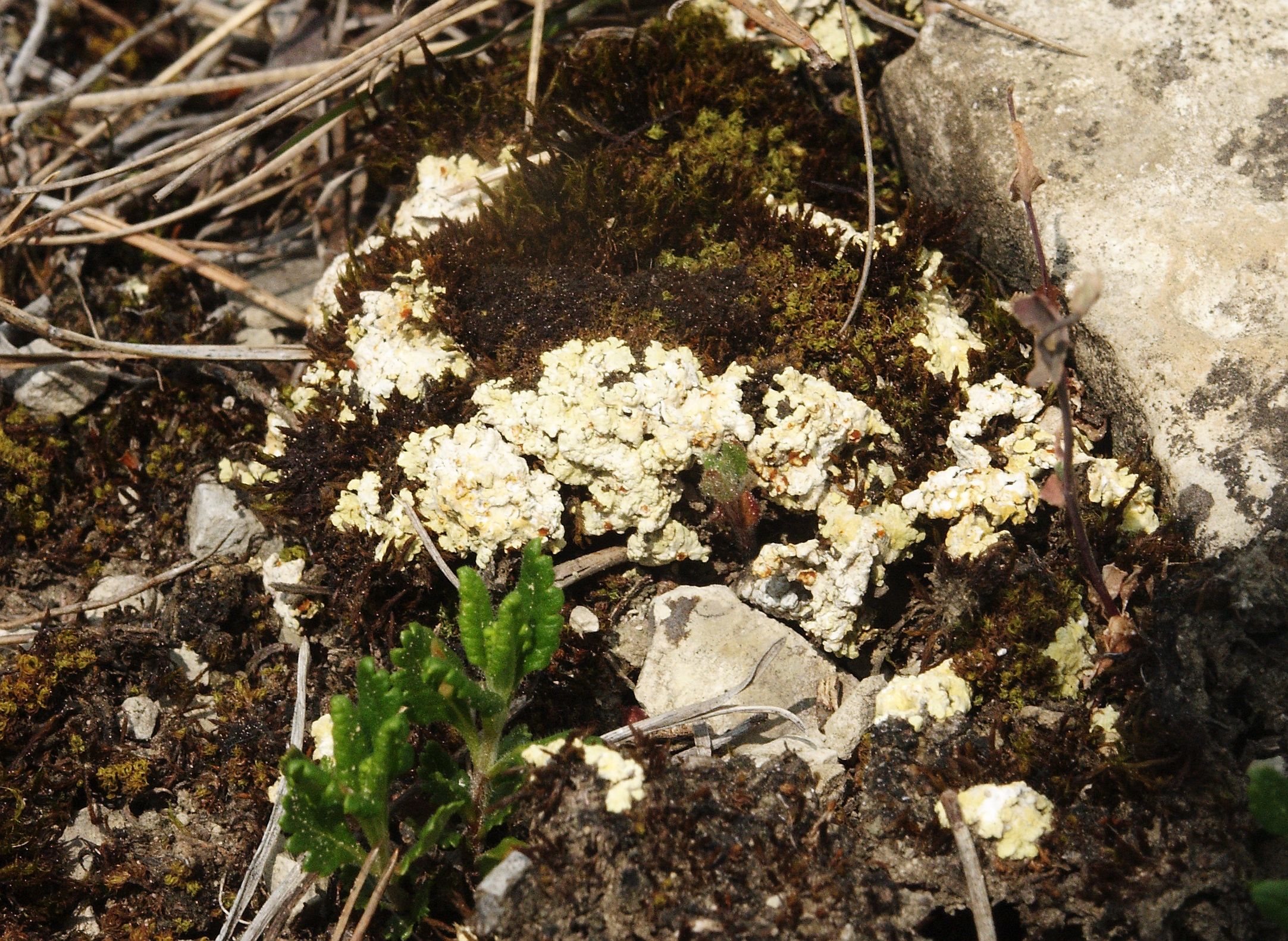
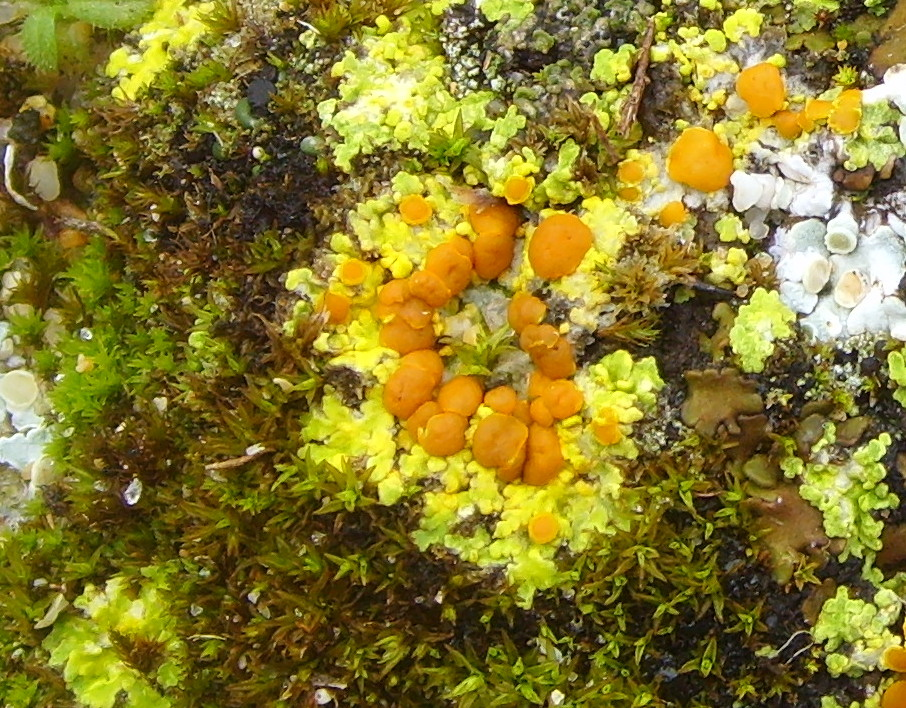
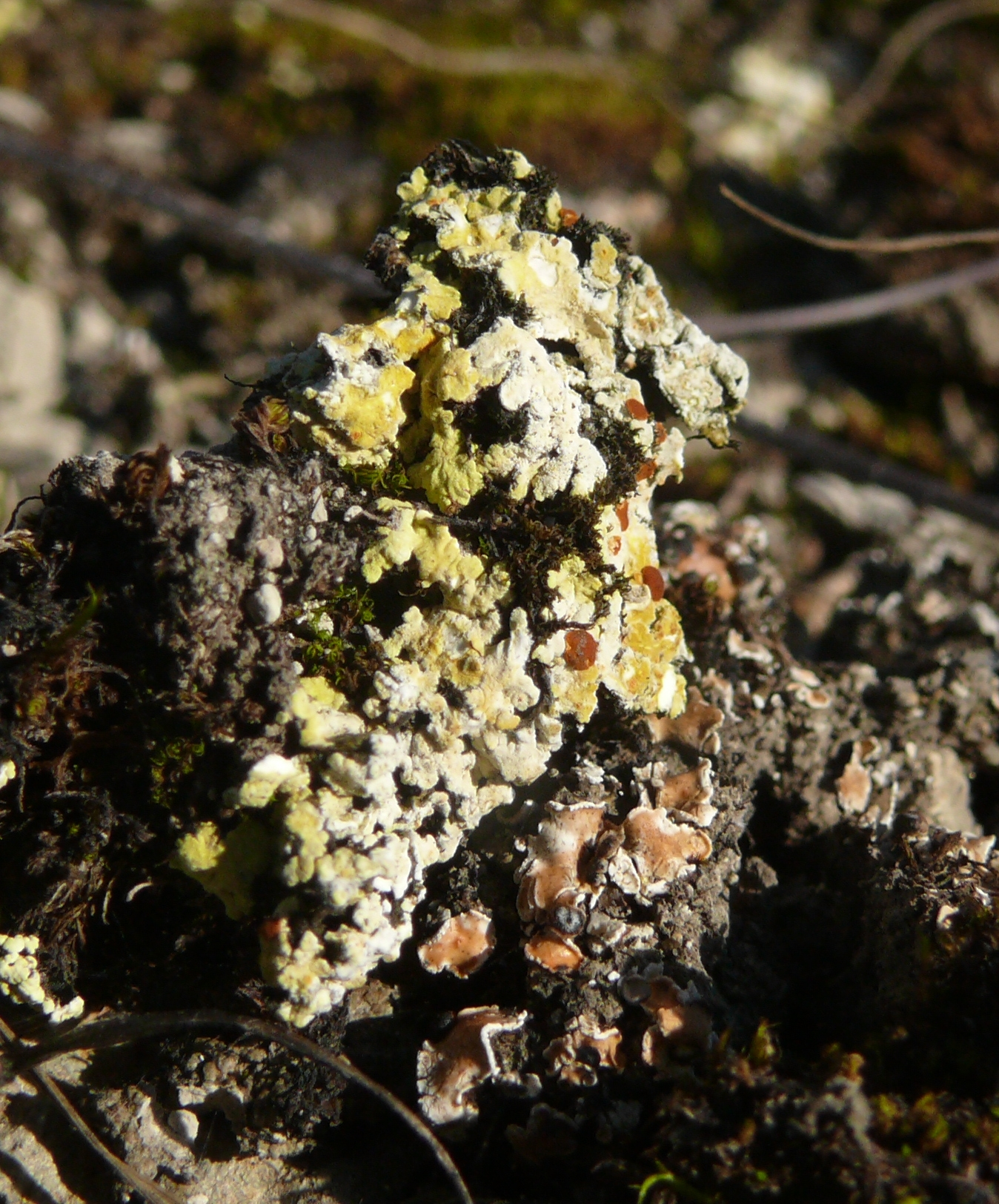